# Монтесума
Окръг Монтесума (на английски: Montezuma County) е окръг в щата Колорадо, Съединени американски щати. Площта му е 5284 km², а населението – 26 140 души (2017). Административен център е град Кортез.

## Градове
- Манкос